# Rose Doudou Guéï
Rose Doudou Guéï (mất ngày 19 tháng 9 năm 2002) là vợ của Nguyên thủ quốc Bờ Biển Ngà, Robert Guéï, và do đó là Đệ nhất phu nhân của Bờ biển Ngà từ năm 1999 đến 2000.

## Cuộc đảo chính năm 2000
Một cuộc binh biến trong quân đội của Bờ Biển Ngà đã phát triển thành một cuộc đảo chính vào năm 2000, và Tướng Robert Guéï được cài đặt làm người cai trị quân sự đầu tiên của bàte d''voire.

## Ám sát
Một nhóm phản đối chế độ quân sự đã tổ chức một cuộc đảo chính mới vào năm 2002. Robert Guéï và Rose Doudou Guéï đã bị giết vào tháng 9/2002. Các cộng sự của Robert Guéï tuyên bố rằng anh ta và Rose Doudou Guéï đã bị xử tử, cùng với một số người khác, khi họ ngồi xuống ăn tại nhà của họ ở Abidjan. Các lực lượng của Tổng thống mới, Laurent Gbagbo, bị buộc tội đứng đằng sau vụ giết người.
Bà đã được chôn cất, báo cáo với sự thờ ơ của bàng chúng, vào ngày 5 tháng 5 năm 2006, trước Nhà thờ Saint-Paul ở khu vực cao nguyên Abidjan phía bắc, nhưng hài cốt của bà hiện đang nằm tại nghĩa trang thành phố Port-Bouët ở Abidjan phía nam.

### Hậu quả
Sau các vụ ám sát, Laurent Gbagbo trở thành Tổng thống của Bờ Biển Ngà, đã nổi lên chiến thắng từ cuộc Nội chiến Ivorian đầu tiên, trong đó có hàng ngàn người bị giết.
Franck Guéï, con trai cả của Robert và Rose Doudou Guéï, đã liên minh với Gbagbo, và là MInister của Thể thao, Thanh niên và Giải trí cho đến khi Gbagbo bị lật đổ trong Nội chiến Ivorian lần thứ hai năm 2011. Gbagbo đã được thay thế bởi Alassane Ouattara. Danh tiếng của Robert Guéï đã được phục hồi dưới thời Ouattara. Francis Pédou Guéi, em trai của Franck Guéi, đã liên minh với Ouattara, và hoạt động trong bữa tiệc của cha mình, UDPCI.